# Општина Жировница
Општина Жировница (словен. Žirovnica) је једна од општина Горењске регије у држави Словенији. Седиште општине је истоимени градић Жировница.

## Природне одлике
Рељеф: Општина Жировница налази се на северозападу државе, на граници са Аустријом. Општина се налази усред алпског планинског масива. Северним делом општине пружају се Караванке, а јужним Јулијски Алпи. У средини се налази долина Саве Долинке, која је погодна за живот и где су смештена сва насеља општине.
Клима: У општини влада умерено континентална клима.
Воде: Главни водоток у општини је Сава Долинка, која овде тече средњим делом тока. Сви остали мањи водотоци су њене притоке.

## Становништво
Општина Жировница је средње густо насељена.

## Насеља општине
| - Брег - Брезница - Врба - Дословче - Забрезница | - Жировница - Мосте - Родине - Село при Жировници - Смокуч |  |